# Назиф Докле
Назиф Докле (Борје, 15. јануар 1945 – 30. децембар 2014) био је горански књижевник, уметник и сенариста документарних филмова. Писао је на албанском и нашинском (горанском) језику.

## Биографија
Рођен је у селу Борје, албанском делу Горе, и завршио је Високу школу за албански језик и књижевност. Један је од оснивача новина "Дрини", а бавио се скулптуром, дуборезом и написао сценарије за дванаест документарних филмова. Објавио је више од тридесет књижевних дела. Писао је дела и о Торбешима.
Дела на горанском и албанском:
- Муке миље (2000)
- Горански народни песни (2003)
- Из народне горанске прозе (2003)
- Севни бре ашик, севни бре душо (2004)
- Синан паша Топојанит (2006)
- Речник горанско-албански (2007)[4]
- Богомилизам и етногенеза торбешка кукске Горе (2011) (превео са албанског Садик Идризи)[5]
- Торбеши кукске Горе (2011)
- Горанске народне баладе (2014)[6] превео са албанског Садик Идризи

Нека његова дела (Пут, Не могу да ћутим, Крај века) превео је на српски језик Хамид Исљами у часопсу Свитак књижевне новине 1997.

## Извори
1. ↑  „Kultura-Poznati Goranci”. mojagora.freevar.com. Приступљено 2025-05-06.
2. ↑  „NAZIF DOKLE (1945-2014)”. Info-ks.net (на језику: хрватски). Приступљено 2025-05-06.
3. ↑  „Nazif Dokle | Writer”. IMDb (на језику: енглески). Приступљено 2025-05-06.
4. ↑  „речник горанско-албански”. Кобис.
5. ↑  „Bogumili Nazif Dokle”. Goranski sajt (на језику: енглески). Приступљено 2025-05-06.
6. ↑  „Goranske narodne balade”. Info-ks.net (на језику: хрватски). Приступљено 2025-05-06.